# Parafia św. Jana Chrzciciela w Orzechowie
Parafia świętego Jana Chrzciciela w Orzechowie – parafia rzymskokatolicka znajdująca się w archidiecezji warmińskiej, w dekanacie Olsztynek.